# Draconarius semilunatus
Draconarius semilunatus là một loài nhện trong họ Amaurobiidae.
Loài này thuộc chi Draconarius. Draconarius semilunatus được miêu tả năm 2009 bởi Zhu & Jun Chen.